# Bruno Rodriguez
Bruno Rodriguez (Bastia, 25 novembre 1972) è un ex calciatore francese, di ruolo attaccante.

## Biografia
Sposa Marianne, dalla quale ha una figlia, Anna-Leisia, nata nell'aprile del 1998.
Nel marzo 2022 gli viene amputata una gamba a causa di frequenti e insopportabili dolori provocati dalla sua carriera calcistica.

## Carriera

### Club
L'8 agosto 1997 realizza una doppietta contro il Bordeaux (4-1). Realizza altre reti decisive contro Rennes (1-0), Olympique Marsiglia (3-2) e Lione (1-0). A fine stagione conta 13 reti in 31 sfide di campionato. Nella stagione seguente realizza reti importanti contro Monaco (1-0), Lione (3-2) e Nantes (1-0). Trasferitosi al PSG, realizza la sua prima rete con la nuova maglia contro il Monaco (2-1) e sigla l'unica rete nel match vinto ad Auxerre (0-1). Termina l'annata 1998-1999 con 11 gol in 25 incontri di campionato.